# Космачёв, Дмитрий Евгеньевич
Дми́трий Евге́ньевич Космачёв (7 июня 1985, Горький, СССР) — российский хоккеист, игравший на позиции защитника. Тренер. Обладатель Кубка Гагарина сезона 2008/2009 в составе «Ак Барса». Выступал за юниорскую и молодёжную сборные России.
На драфте НХЛ 2003 года был выбран в 3-м раунде под общим 71-м номером командой «Коламбус Блю Джекетс».

## Карьера
Воспитанник нижегородского «Торпедо». В хоккейную школу Космачёва записал отец после окончания строительства Дворца спорта имени В. С. Коноваленко. Первый тренер игрока — Владимир Петрович Садовников. Играл в составе юношеских команд «Торпедо» до 2001 года, перейдя в межсезонье в ХК ЦСКА. Под руководством Виктора Тихонова стал игроком основного состава команды, выступавший в Высшей лиге. По итогам предварительного этапа сезона 2001/2002 ХК ЦСКА стал победителями зоны «Запад», а в финальной стадии занял 2-е место, уступив победу «Сибири». Перед началом сезона 2002/03 две армейские команды объявили о своём слиянии. Главным тренером и президентом объединенной команды стал Виктор Тихонов. Под его руководством Космачёв провёл два сезона в Суперлиге. На Драфте НХЛ 2003 был выбран в 3-м раунде под общим 71-м номером клубом «Коламбус Блю Джекетс».
Перед началом сезона 2004/05 главным тренером ЦСКА был назначен Вячеслав Быков. Основу команды в сезоне стали составлять опытные игроки. Не сумев закрепиться в основной команде, Космачёв вернулся в «Торпедо», вместе с которым по итогам сезона выиграл бронзовые медали Высшей лиги. Перед началом сезона 2005/06 перешёл в мытищинский «Химик», где провёл три сезона. В 2008 году Космачёв перешёл в «Ак Барс». В сезоне сыграл в 28 матчах, отметившись 3 (0+3) результативными баллами. Казанцы стали чемпионами лиги, одержав победу в первом розыгрыше Кубка Гагарина. В межсезонье Космачёв вновь вернулся в нижегородское «Торпедо».
После неудачного сезона следующий год провёл в Высшей хоккейной лиге. Начиная чемпионат в «Рязани», завершал сезон в «Торосе», вместе с которым завоевал бронзовые медали лиги. 5 июня 2011 года подписал контракт с клубом КХЛ «Атлант». После двух лет выступления за подмосковную команду перешёл в «Нефтехимик». Вместе с командой принимал участие в Кубке Надежды 2014, в котором дошёл до четвертьфинала. По окончании контракта был продлён на еще один сезон. По окончании сезона 2014/15 Космачёв подписал однолетнее соглашение с «Адмиралом». По завершении контракта перешёл в другую дальневосточную команду — «Амур». В декабре 2016 года расторг контракт по соглашению сторон.
С 2017 года Космачёв стал тренером детской хоккейной команды «Юность» (Нижний Новгород). С сезона 2019/20 он главный тренер нижегородского «Торпедо» (до 18 лет), выступающего в Юниорской хоккейной лиге (ЮХЛ).
Главный тренер любительской команды ХК «Сталкер» Нижний Новгород. С лета 2023 года — тренер клуба «Чайка».

## Стиль игры
Космачёв являлся габаритным защитником, выполняющим оборонительные функции в первую очередь за счёт чтения игры, а не скоростных качеств. Выделяли навыки владения шайбой защитника и его высокую дисциплинированность. Специалисты отмечали высокое психологическую устойчивость и самообладание хоккеиста. Дмитрий считался защитником не атакующего плана, который не часто бросал по воротам соперника.

## Семья
Родился в семье Елены и Евгения Космачёвых. Отец был профессиональным футболистом. Есть сестра — Ольга, занимавшаяся спортивной гимнастикой.

## Статистика
| Легенда | Легенда                    | Легенда | Легенда                   | Легенда | Легенда    |
| ------- | -------------------------- | ------- | ------------------------- | ------- | ---------- |
| И       | Количество проведённых игр | Штр     | Штрафное время            | +/−     | Плюс-минус |
| Г       | Голы                       | П       | Голевые передачи          | О       | Очки       |
| -       | Статистика неизвестна      | —       | Статистика не учитывалась |         |            |

### Клубная
- a В «Плей-офф» учитывается статистика игрока в Кубке Надежды.

## Достижения
Командные
| Год  | Команда                 | Достижение                                   | Достижение |
| ---- | ----------------------- | -------------------------------------------- | ---------- |
| 2002 | Россия (юниор.)         | Серебряный призёр юниорского чемпионата мира |            |
| 2003 | Россия (юниор.)         | Бронзовый призёр юниорского чемпионата мира  |            |
| 2005 | Торпедо Нижний Новгород | Бронзовый призёр Высшей лиги                 |            |
| 2009 | Ак Барс                 | Обладатель Кубка Гагарина / чемпион России   |            |
| 2011 | Торос                   | Бронзовый призёр ВХЛ                         |            |